# Glenford
Glenford és una població dels Estats Units a l'estat d'Ohio. Segons el cens del 2000 tenia 198 habitants.

## Demografia
Segons el cens del 2000, Glenford tenia 198 habitants, 69 habitatges, i 54 famílies. La densitat de població era de 588,1 habitants per km².
Dels 69 habitatges en un 36,2% hi vivien nens de menys de 18 anys, en un 63,8% hi vivien parelles casades, en un 7,2% dones solteres, i en un 21,7% no eren unitats familiars. En el 15,9% dels habitatges hi vivien persones soles el 7,2% de les quals corresponia a persones de 65 anys o més que vivien soles. El nombre mitjà de persones vivint en cada habitatge era de 2,87 i el nombre mitjà de persones que vivien en cada família era de 3,2.
Per edats la població es repartia de la següent manera: un 28,3% tenia menys de 18 anys, un 12,6% entre 18 i 24, un 21,7% entre 25 i 44, un 25,3% de 45 a 60 i un 12,1% 65 anys o més.
L'edat mediana era de 35 anys. Per cada 100 dones de 18 o més anys hi havia 97,2 homes.
La renda mediana per habitatge era de 38.750 $ i la renda mediana per família de 40.625 $. Els homes tenien una renda mediana de 27.083 $ mentre que les dones 28.438 $. La renda per capita de la població era de 16.084 $. Cap de les famílies i l'1,6% de la població estaven per davall del llindar de pobresa.

## Poblacions més properes
El següent diagrama mostra les poblacions més properes.